# Colt Studio Group
Colt Studio Group és una productora audiovisual que ha treballat durant més de 40 anys en el camp de la pornografia homosexual masculina. Aquesta empresa va ser fundada a Nova York l'any 1967 per Jim French, conegut també com a Rip Colt, més tard l'empresa es va traslladar a la ciutat de Los Angeles, abans d'establir-se a San Francisco.
Durant els seus primers anys d'activitat, Colt studio va proposar un tipus d'erotisme masculí expressat en la publicació de fotografies i il·lustracions. Amb l'adveniment de les noves tecnologies, l'empresa va començar a realitzar sessions de fotogràfica eròtica suau, i també a rodar escenes de porno dur, l'estudi aviat es va fer famós per apostar per models musculosos, així com per retratar als seus models vestits com camioners, ciclistes, vaquers, fusters, etc.
Des de l'any 1995, Colt studio group és a la xarxa d'internet en la seva pàgina web, a on a canvi del pagament previ d'una quota, es poden trobar galeries de fotos, pel·lícules, vídeos, i espectacles de sexe en viu.